# Eduard Shafransky
Eduard Shafransky (en ruso: Эдуард Моисеевич Шафрáнский), (Krasnoyarsk, Rusia 16 de octubre de 1937 – Ekaterimburgo, Rusia 18 de diciembre de 2005) fue un guitarrista clásico y compositor ruso.

## Biografía
Eduard Shafransky nació en 1937 en la ciudad siberiana Krasnoyarsk. Desde 1961 hasta 1965 estudió guitarra en la Academia Chaikovski de Sverdlovsk (Ekaterimburgo), donde después de sus studios fundó el conjunto de Música Antigua Renacimiento y el festival Noches de avril. En los últimos años de su vida escribió obras para guitarra. En 2002 conoció a la internacionalmente famosa guitarrista austríaca Johanna Beisteiner, que desde entonces presentó el estreno mundial de varias obras de Shafransky, entre ellas Caravaggio oggi, publicada en un videoclip por el label GRAMY Records (Hungría).

## Obras para guitarra sola (lista incompleta)
- Réquiem para guitarra (Estreno mundial el 24 de septiembre de 2004 en la iglesia St.-Blasius en Klein-Wien (Baja Austria, Austria).
- Caravaggio oggi o Pensamientos sobre una pintura de Caravaggio (Estreno mundial el 29 de octubre de 2007, Dom Aktyora, Ekaterimburgo, Rusia.
- Noche en Granada (Estreno mundial el 29 de octubre de 2007, Dom Aktyora, Ekaterimburgo, Rusia.
- Los barrios viejos de Alaniaa (Estreno mundial el 18 de mayo de 2009, festival Bravo!, Ekaterimburgo, Rusia.
- Cantos de la resaca (Estreno mundial el 18 de mayo de 2009, festival Bravo!, Ekaterimburgo, Rusia.

## Discografía
- Johanna Beisteiner: Live in Budapest (DVD, GRAMY Records, 2010[3]) con el videoclip Caravaggio oggi con música de Eduard Shafransky; Sample de Caravaggio oggi